# Isaac Merritt Singer

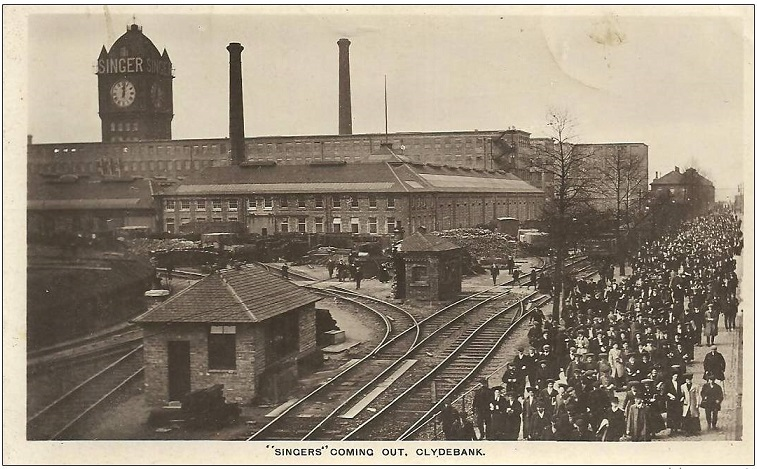
A munkaidő után a munkások elhagyják
a Singer Varrógépgyárat

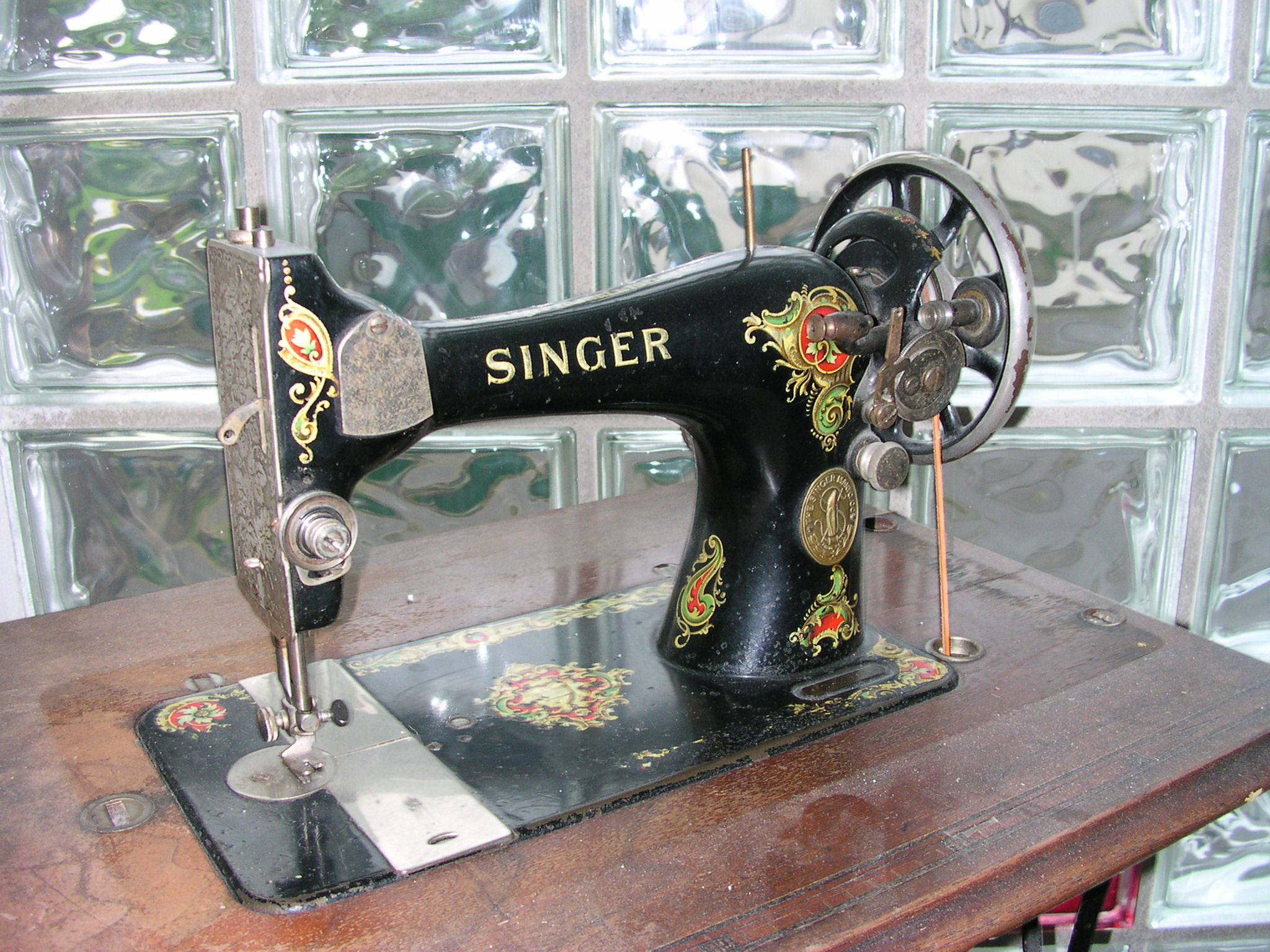
Háztartási varrógép a 20. század elejéről

Isaac Merritt Singer (Pittstown, New York, 1811. október 27. – Paignton, Devon, Egyesült Királyság, 1875. július 23.) amerikai színész, mérnök, feltaláló és sikeres üzletember. Jelentősen hozzájárult a varrógép fejlesztéséhez, könnyű kezelésével és a kedvező fizetési móddal széles körű otthoni felhasználáshoz. Vállalkozóként 1851-ben a Singer Corporation  (Singer Varrógép Vállalat) megalapítója.